# Ikpinlè
Ikpinlè ist ein Arrondissement im Departement Plateau im westafrikanischen Staat Benin. Es ist eine Verwaltungseinheit, die der Gerichtsbarkeit der Kommune Adja-Ouèrè untersteht.

## Demografie und Verwaltung
Gemäß der Volkszählung 2013 des beninischen Statistikamtes INSAE hatte das Arrondissement 22.277 Einwohner, davon waren 10.534 männlich und 11.743 weiblich.
Von den 76 Dörfern und Quartieren der Kommune Adja-Ouèrè entfallen 13 auf Ikpinlè:
1. Adjégounlè
2. Attan-Ewé
3. Attan-Ouignan-Ayétèdjou
4. Fouditi
5. Igbo-Iroko
6. Igbo-Oro
7. Ikpinlè-Itaraka
8. Ikpinlè-Sèkanmè
9. Ikpinlè-Yénawa
10. Ilako-Abiala
11. Imoro
12. Ita-Bolarinwa
13. Kadjola